# روبرت بي بوش
روبرت بي بوش (بالإنجليزية: Robert P. Bush)‏ هو طبيب أمريكي، ولد في 31 مارس 1842، وتوفي في 8 يناير 1923 بسبب ذات الرئة.